# Palmar de Varela
Palmar de Varela est une municipalité située dans le département d'Atlántico, en Colombie.

## Démographie
Selon les données récoltées par le DANE lors du recensement de la population colombienne en 2005, Palmar de Varela compte une population de 23 012 habitants.

## Liste des maires
- 2016 - 2019 : Félix Fontalvo Ávila
- 2020 - 2023 : Galdino René Orozco Fontalvo